# Station Fairwater
Fairwater is een spoorwegstation van National Rail in Cardiff in Wales. Het station is eigendom van Network Rail en wordt beheerd door Transport for Wales. 

## Afbeeldingen

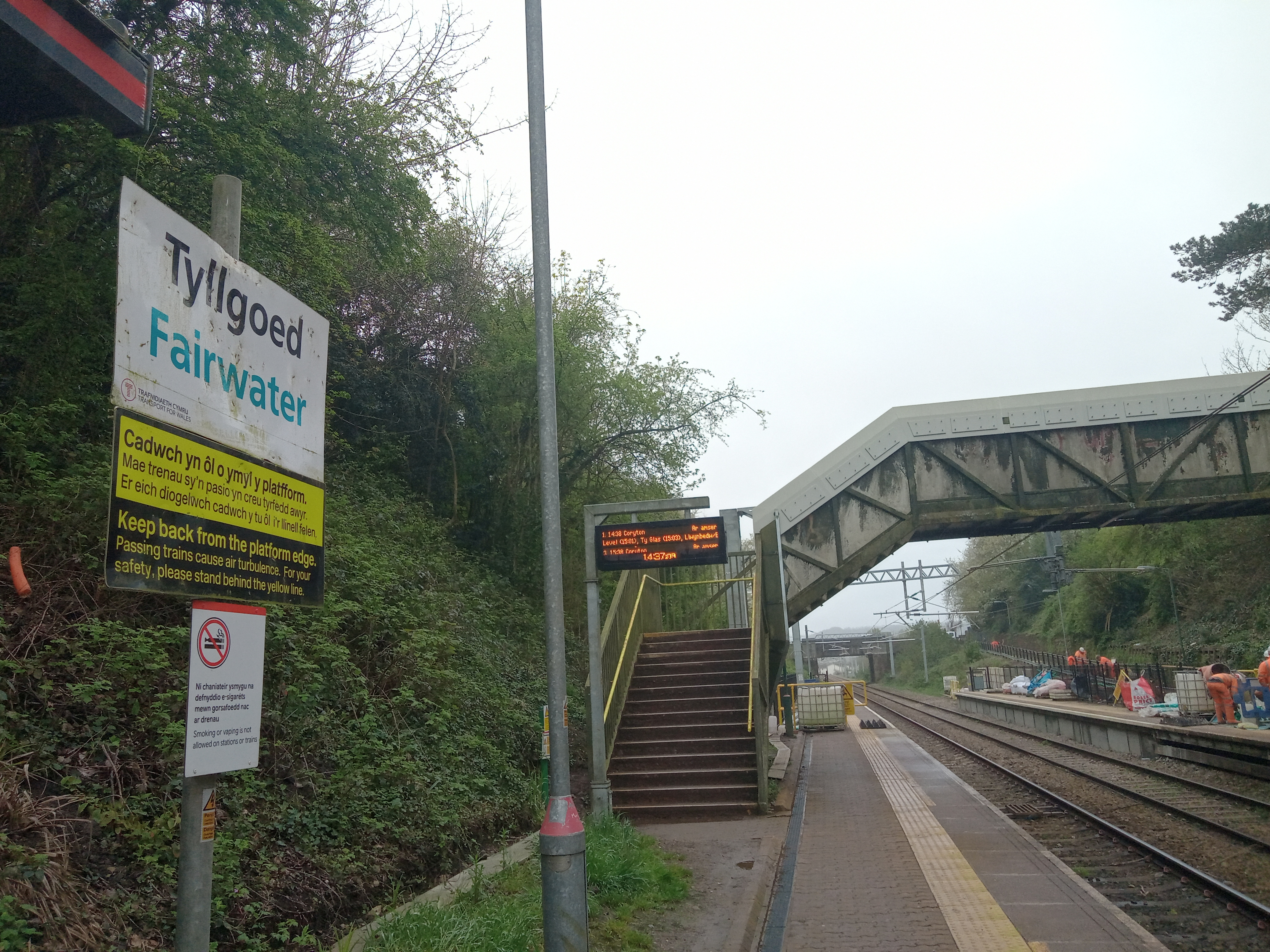
Een van de perrons
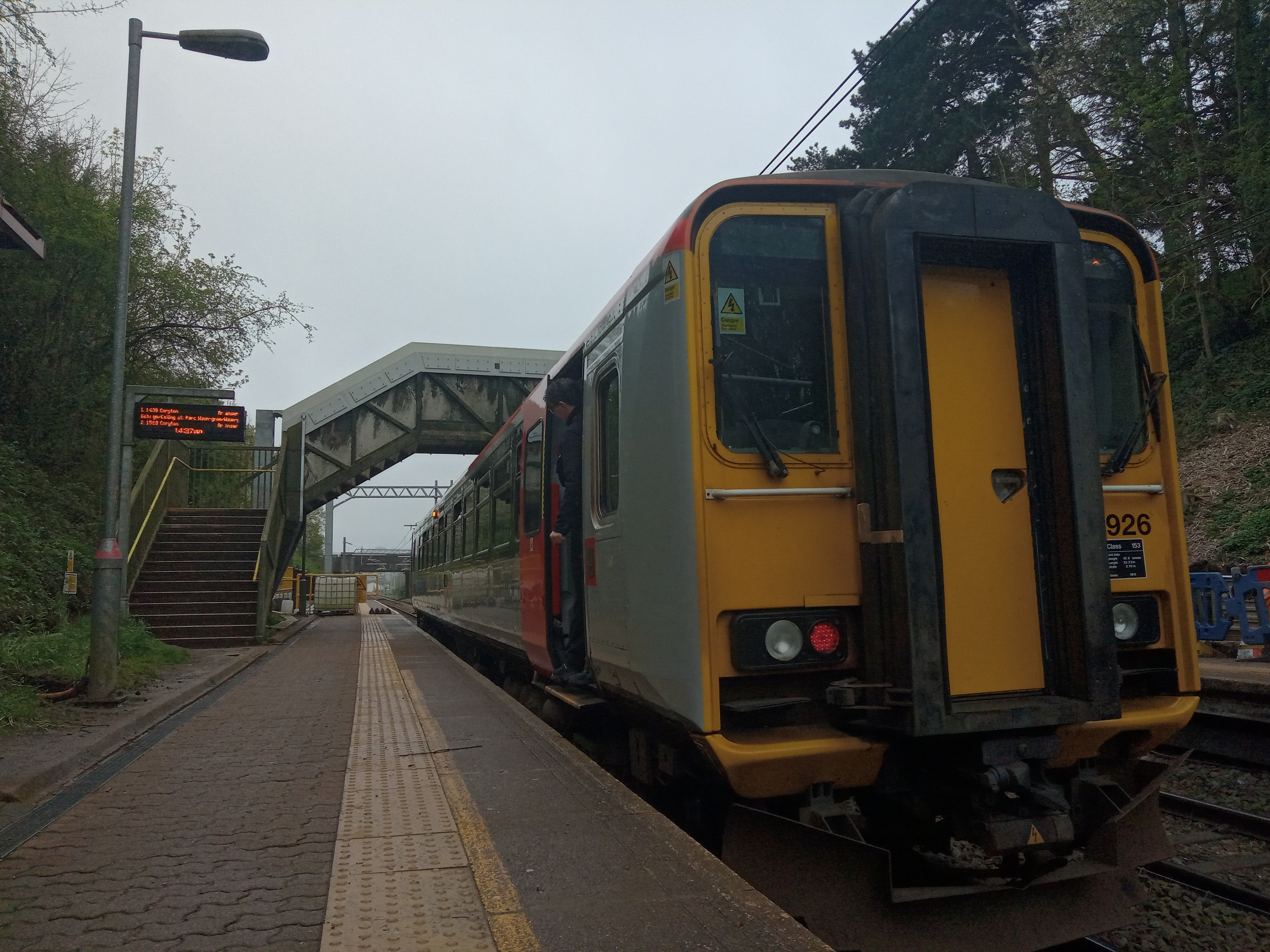
Trein met conducteur in actie.
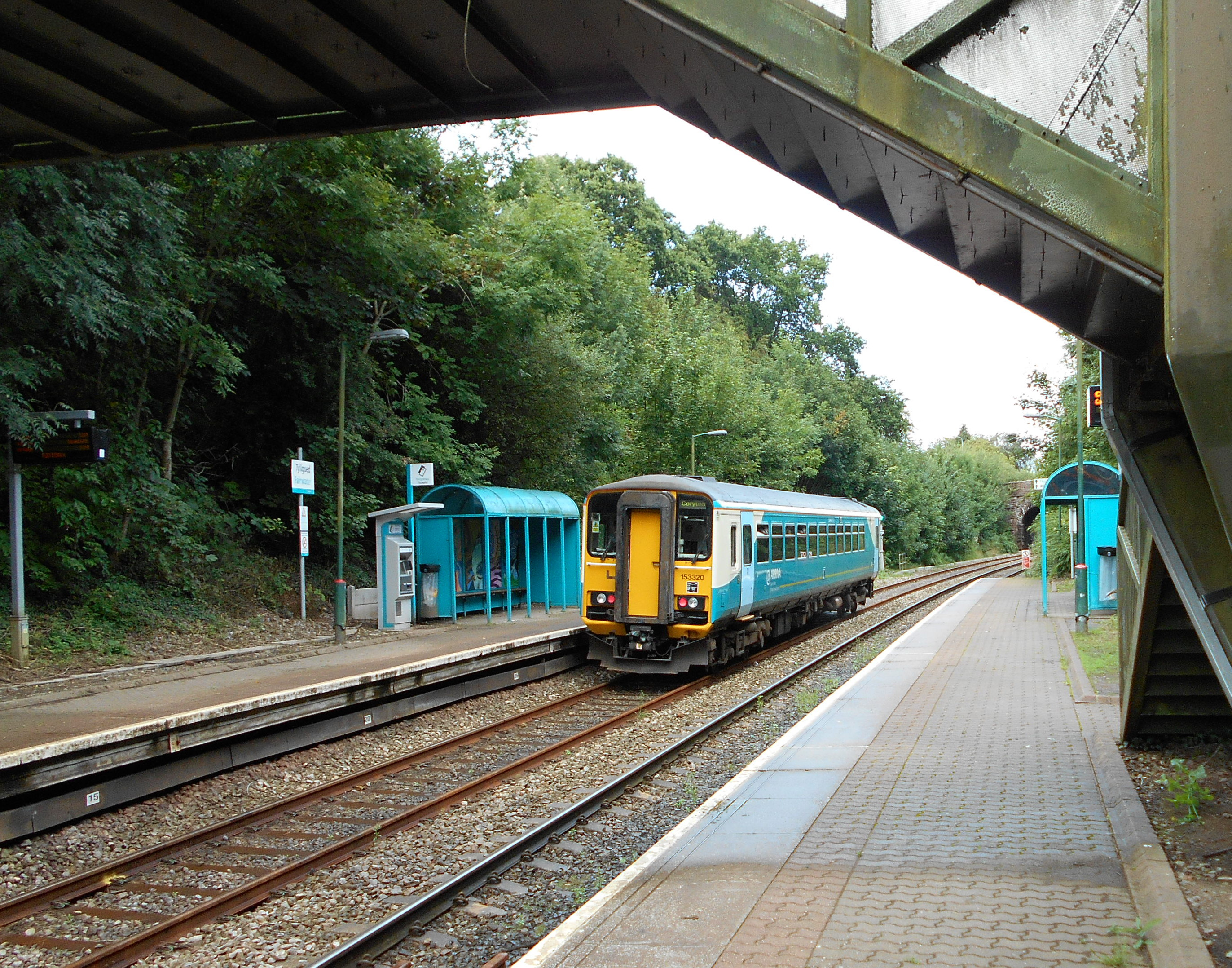
2014